# يوسف الحمدان
يوسف الحمدان العبد (1899 ـ 1939)، ولقبه أبو العبد علم هو ثائر فلسطيني من أبناء قرية اللجون. شارك في ثورة فلسطين الكبرى التي شهدتها فلسطين بين عامي 1936 و1939 ضد الجيش البريطاني والعصابات الصهيونية. وأسس برفقة رفيقيه من أم الفحم أحمد الفارس محاميد وعلي الفارس محاميد فصيلًا مستقلًا للثورة عن فصيل جنين بقيادة القائد يوسف أبو درة.

## نشأته
لا يعرف على وجه الدقة تاريخ ميلاد يوسف الحمدان، غير أن بعض المصادر تضع ميلاده في سنة 1899، ولا يُعرف الكثير عن نشأته الأولى سوى أنه كان يتيم الأب. انضم في ثلاثينيات القرن العشرين إلى المجاهدين الفلسطينيين تحت قيادة الشيخ عز الدين القسام، وخاض العديد من المعارك مع القوات الإنجليزية، حتى استشهد سنة 1939. عُرف يوسف الحمدان ببسالته وشجاعته ورباطة جأشه.

## معاركه
خاض العديد من المعارك والاشتباكات ضد قوات الانتداب البريطاني في منطقة ام الفحم ومرج ابن عامر. شارك في معركة بلعا التي تعد أحد ابرز المعارك التي خاضها تحت قيادة فوزي القاوقجي والتي انتهت بانتصار المجاهدين على قوات الانتداب. ثم شارك في عدة معارك منها:معركة عين الزيتونة، معركة ام الفحم (أو معركة المدرسة) ومعركة اليامون التي اسر فيها من قبل قوات الانتداب وتم ايداعه في سجن عتليت لكنه تمكن من الإفلات والهروب من المعتقل ليلتحق مجددا بالثوار ويشارك في معركة رمانة ومعركة ام الدرج.
بعد استشهاد القائد العام للثورة عبد الرحيم الحاج محمد بدأت الثورة بالخمود وانخفضت معنويات الثواروانتقلت الثورة من حالة الهجوم إلى حالة الدفاع، وبعد استشهاد القائد أحمد الفارس لجأ يوسف الحمدان وعلي الفارس إلى سوريا ولبنان، إلّا أن يوسف الحمدان أصرّ العودة لاستكمال الثورة، وعاد مع 200 مقاتل احتموا واختبؤوا في القرى والكهوف حتى وصولهم إلى منطقة أم الفحم، حينها فرضت القوات الإنجليزية طوقًا شاملًا على المنطقة بقيادة الجنرال الإنجليزي مارتين، وطالبوا بتسليم يوسف الحمدان شرط ألّا يمسه سوء إلّا أنه رفض تسليم نفسه.

احتمى يوسف الحمدان ورفاقه في منازل قرية أم الفحم، وفي إحدى الليالي استشعر الثوار أن الإنجليز يحكمون الطوق عليهم فقال يوسف الحمدان: 
إني أرى الشهادة قادمة بنورها نحونا، أبشروا نحن بقية الثوار في فلسطين، ولن نكون لقمة سائغة لهم

## استشهاده
حاول الثوار الافلات من الحصار عن طريق اختبائهم في البيوت، حتى لحقهم الإنجليز في لحظة فرارهم في منطقة طفوف أبو عويمر (بجانب مستوطنة ميعامي)، وحصلت المعركة واستشهد يوسف الحمدان مع رفاقه الثوار وهم يقاومون في شهر أيّار عام 1939.
بعد المعركة القصيرة القت القوات الإنجليزية جثث الشهداء في بيادر الميدان، وفي الجنازة هاجمت النساء قوات الإنجليز بالعصي والحجارة أثناء انسحابهم.
ويُذكر أن الاحتلال أعلن عن مكافأة مقدارها 500 جنيه استرليني لرأس يوسف الحمدان.
نُقل رفات الشهيد يوسف الحمدان إلى مسقط رأسه اللجون كما طلب في وصيته، مع رفات رفيقه الطبيب محمد الشامي أمّا رفيقه محمد اشتية فتم دفنه في أم الفحم بجانب قبر رفيق دربه الشهيد القائد أحمد الفارس محاميد كما طلب في وصيته. بكى وناح على قبره الكثيرون من الرجال والنساء المتوافدين الحاضرين لنعي آخر الثوار في فلسطين.
لم تمض فترة طويلة حتى قام أحد الثوّار بالانتقام ليوسف الحمدان فقام باغتيال القائد الإنجليزي مارتين الذي لاحق يوسف الحمدان ورفاقه وقتلهم، فادعى ان يده مكسورة، خبّأ السلاح في الجبس ودخل مكتب القائد مارتين مدعيًّا أن معه رسالة، وما أن شرع بالقراءة حتى أطلق النار عليه وهرب، ثم لاحقته قوات الاحتلال واغتالته.